# سیرا هال
سیرا هال (انگلیسی: Sierra Hull؛ زادهٔ ۲۷ سپتامبر ۱۹۹۱) موسیقی‌دان، خوانندگی، ترانه‌پرداز اهل ایالات متحده آمریکا است. وی از سال ۲۰۰۷ میلادی تاکنون مشغول فعالیت بوده‌است.